# Pyrus tuskaulensis
Pyrus tuskaulensis är en rosväxtart som beskrevs av I.T. Vasil'chenko. Pyrus tuskaulensis ingår i släktet päronsläktet, och familjen rosväxter. Inga underarter finns listade i Catalogue of Life.